# Death of a Ladies' Man
Death of a Ladies' Man är Leonard Cohens femte studioalbum, utgivet 1977. På detta album skrev Phil Spector musiken, medan Cohen skrev texterna. I och med Phil Spectors storslagna musikarrangemang är skivan mycket avvikande mot Cohens tidigare 1970-talsalbum som var mycket avskalade. Albumet fick viss kritik för att det ibland knappt gick att höra vad Cohen sjöng. Cohen själv var missnöjd med albumet och ansåg i efterhand att Spector förstört hans låtar.
På den närmast discoartade låten "Don't Go Home with Your Hard-On" medverkar Bob Dylan och Allen Ginsberg som körsångare.

## Låtlista
1. "True Love Leaves No Traces" – 5:03
2. "Iodine" – 5:42
3. "Paper Thin Hotel" – 5:59
4. "Memories" – 3:28
5. "I Left a Woman Waiting" – 5:36
6. "Don't Go Home with Your Hard-On" – 5:36
7. "Fingerprints" – 2:58
8. "Death of a Ladies' Man" – 9:19

- Samtliga låtar skrivna av Leonard Cohen (text) och Phil Spector (musik).

## Medverkande
Musiker
- Leonard Cohen – sång
- Don Menza – saxofon, arrangement (mässinginstrument)
- Phil Spector – arrangement (rytminstrument), gitarr, keyboard, bakgrundssång
- Ray Pohlman – basgitarr
- Ray Neapolitan – basgitarr, kontrabas
- Hal Blaine, Jim Keltner – trummor
- Bobby Bruce – violin
- Don Menza – flöjt
- Steve Douglas – saxofon, flöjt
- Dan Kessel – gitarr, keyboard, orgel, synthesizer, bakgrundssång
- David Kessel – gitarr, bakgrundssång
- Art Munson, David Isaac, Jesse Ed Davis, Ray Pohlman – gitarr
- Barry Goldberg, Bill Mays, Don Randi, Mike Lang, Pete Jolly, Tom Hensley – keyboard
- Bob Zimmitti, Emil Radocchia, Gene Estes, Terry Gibbs – percussion
- Jay Migliori – saxofon
- Albert Perkins, "Sneaky Pete" Kleinow – steel guitar
- Devra Robitaille – synthesizer
- Bob Robitaille – programmering (synthesizer)
- Charles Loper, Jack Redmond – trombon
- Conte Candoli – trumpet
- Terry Gibbs – vibrafon
- Allen Ginsberg, Bili Thedford, Bill Diez, Bob Dylan, Brenda Bryant, Clydie King, Gerry Garrett, Julia Tillman, Lorna Willard, Oma Drake, Oren Waters, Ronee Blakley, Sherlie Matthews, Venetta Fields – bakgrundssång

Produktion
- Phil Spector – musikproducent
- Larry Levine – ljudtekniker
- Bruce Gold, Bob Robitaille, Stan Ross – assisterande ljudtekniker
- John Cabalka, Bill Naegels, Ron Coro – omslagsdesign
- "Anonymous Roving Photographer At A Forgotten Polynesian Restaurant", Martin Machat – foto

## Listplaceringar
- UK Albums Chart, Storbritannien: #35[2]
- VG-lista, Norge: #20[3]
- Topplistan, Sverige: #15[4]